# FIBA Europa
A FIBA Europa é a Confederação de associações nacionais de Basquetebol na Europa, é o órgão máximo do esporte no continente e também e uma das cinco confederações continentais pertencentes a FIBA
FIBA Europa possui 51 países membros..

## Federações
| - Albânia - Alemanha - Andorra - Inglaterra - Armênia - Áustria - Azerbaijão - Bélgica - Bielorrússia - Bósnia e Herzegovina - Bulgária - Chipre - Croácia | - Dinamarca - Escócia - Espanha - Estónia - Finlândia - França - Geórgia - Gibraltar - Grécia - Hungria - Irlanda - Islândia - Israel | - Itália - Kosovo - Letônia - Lituânia - Luxemburgo - Macedônia do Norte - Malta - Moldávia - Mónaco - Montenegro - Noruega - Países Baixos - Gales | - Polónia - Portugal - Chéquia - Roménia - Rússia - San Marino - Sérvia - Eslováquia - Eslovênia - Suécia - Suíça - Turquia - Ucrânia |

## Competições organizadas pela FIBA Europa

### Seleções
- Eurobasket - Masculino e Feminino (Cada dois anos)
- Campeonato Europeu Sub 20 - Masculino e Feminino (todos os anos)
- Campeonato Europeu Sub 18 - Masculino e Feminino (todos os anos)
- Campeonato Europeo Sub 16 -Masculino e Feminino (todos os anos)
- Torneos S14 - Masculino e Feminino
- Torneos Mini-Basket

### Clubes
- EuroCup - Masculino
- EuroLiga - Feminino
- Desafio Eurocopa
- Eurocopa - Feminino